# Alicia Molina
Alicia Molina es una escritora, comunicóloga, guionista e investigadora en televisión educativa, originaria de México. Sus obras se enfocan en dos grandes áreas, la literatura infantil y juvenil y obras pedagógicas. Se ha dedicado a fomentar la integración de niños con discapacidad a través de sus obras.

## Biografía
Alicia Molina Argudín nació en la Ciudad de México el 20 de diciembre de 1945. Estudió la Licenciatura en Comunicación en la Universidad Iberoamericana. Dirigió la Asociación Alternativas de Comunicaciones para Necesidades Especiales A.C. y Ararù, Revista para padres con necesidades especiales. Produjo la serie de televisión Retos y Respuestas y ABC Discapacidad. Fue directora operativa del Fondo Memorial Eduardo molina Vargas A.C., que apoya a organizaciones que trabajan con niños con discapacidad y sus familias en zonas rurales y suburbanas de alta marginación.

## Premios y distinciones
Algunos premios que ha recibido Alicia Molina son:
- 1992 - Premio A la Orilla del Viento por El agujero negro.
- 1998 - Lista de Honor IBBY México por El zurcidor del tiempo.
- 2000 - Premio Compartir en Educación.

## Obra completa

### Literatura Infantil y Juvenil
- 1992 y 2016 - El agujero negro. Ilustración de Enrique Martínez.[6]
- 1996 - El zurcidor del tiempo. Ilustración de Enrique Martínez.[7]
- 2002 - No me lo vas a creer. Ilustración de José Luis Castellón.[8]
- 2003 - Álbum de Familia. Colaboración con Luz María Chapela.
- 2006 y 2013 - La noche de los trasgos. Ilustración de  Ana Ochoa.[9]
- 2008 - El día menos pensado.[10]
- 2011 - El cristal con que se mira. Ilustración de Mercè López.  ISBN 9786071606549 / 9786071613431[11]
- 2015 - Una tarde en el parque. Ilustraciones de Jazmín Velasco. ISBN 9786072410701
- 2015 - Todos somos diferentes.... Ilustraciones de Carmina Hernández. ISBN 9786077451341 / 9786077451358

### Obra Pedagógica
- 1985 - Del aula y sus muros. Cuentos.[12]
- 2010 - Todos significa todos. - ISBN 9786074554403
- 2010 - Tache al tache. - ISBN 9786074610666